# Ministre de Medi Ambient, Comunitat i Govern Local

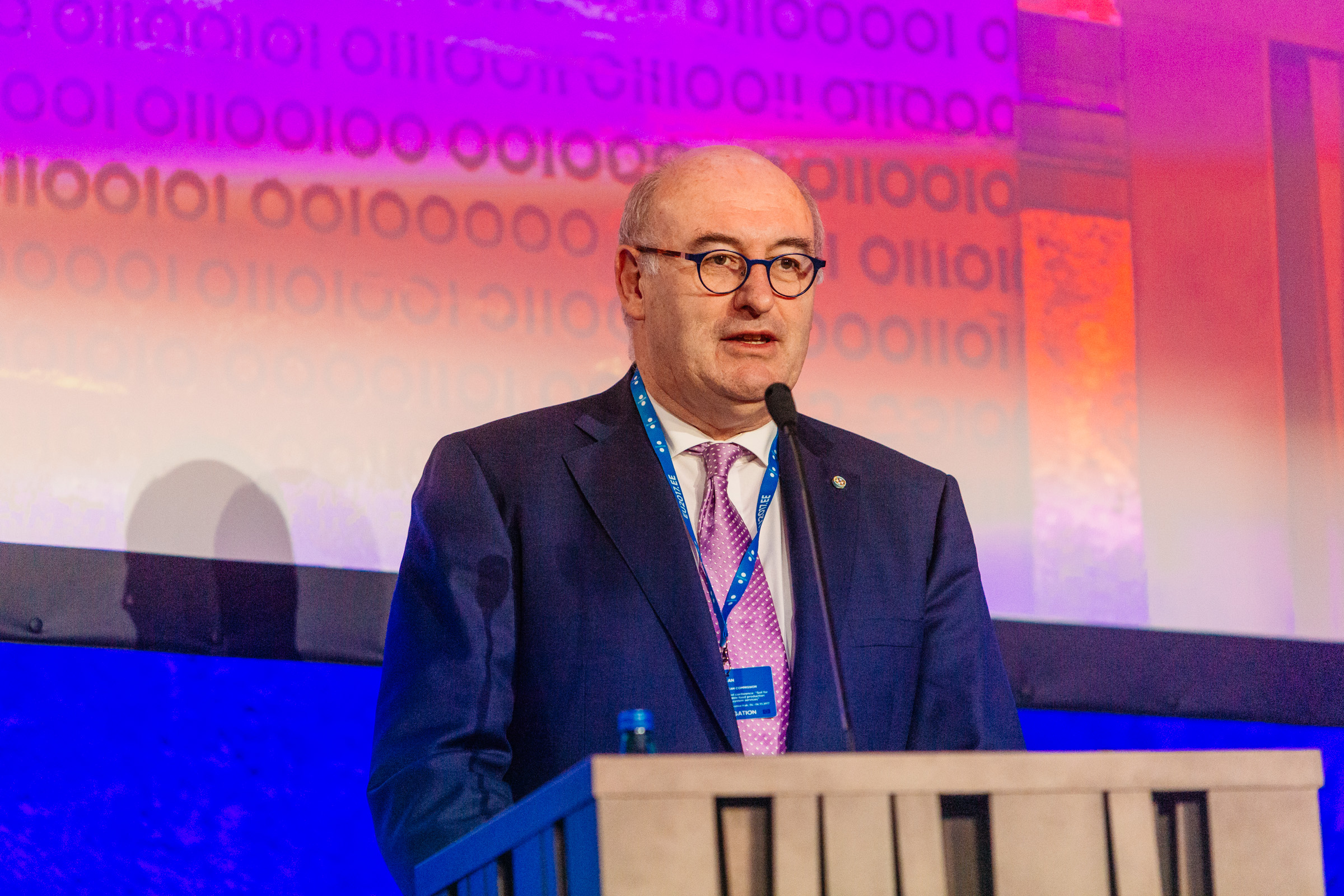
Phil Hogan

El Ministre de Medi Ambient, Comunitat i Govern Local (gaèlic irlandès An tAire Comhshaoil, Pobail agus Rialtais Áitiúil) és el principal Ministre del Departament de Medi Ambient, Comunitat i Govern Local al Govern d'Irlanda.
L'actual ministre de Medi Ambient, Comunitat i Govern Local és Phil Hogan, TD. És assistit per:
- Jan O'Sullivan, TD – Ministre d'Estat d'Habitatge i Urbanisme
- Fergus O'Dowd, TD – Ministre d'Estat pel projecte NewERA[1]

## Descripció

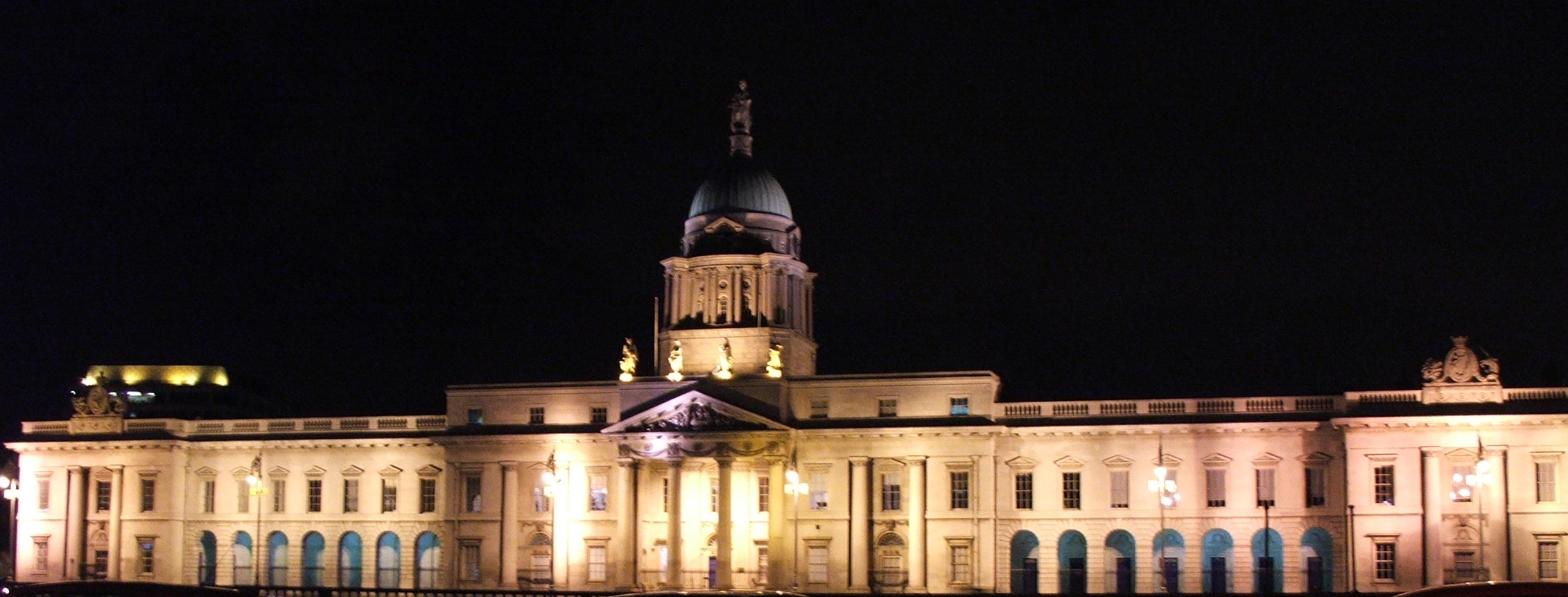
Custom House, Dublín, seu del Departament.

El ministre és responsable, entre altres coses, de:
- El medi ambient;
- L'Institut de Protecció Radiològica d'Irlanda;
- Patrimoni;
- Les autoritats locals i serveis relacionats;
- La supervisió de les eleccions, incloent eleccions generals i les eleccions presidencials.

## Llista d'ocupants del càrrec
| Ministre pel Govern Local 1919–1924                               |                          |                        |                        |        |                      |
| Núm.                                                              | Nom                      | Mandat                 | Mandat                 | Partit | Partit               |
| 1.                                                                | W. T. Cosgrave           | 2 d'abril de 1919      | 9 de setembre de 1922  |        | Sinn Féin            |
| 2.                                                                | Ernest Blythe            | 30 d'agost de 1922     | 15 d'octubre de 1923   |        | Pro-Treaty Sinn Féin |
| 3.                                                                | Séamus Burke             | 15 d'octubre de 1923   | 2 de juny de 1924      |        | Cumann na nGaedheal  |
| Ministre de Govern Local i Salut Pública 1924–1947                |                          |                        |                        |        |                      |
| Núm.                                                              | Nom                      | Mandat                 | Mandat                 | Partit | Partit               |
|                                                                   | Séamus Burke             | 2 de juny de 1924      | 23 de juny de 1927     |        | Cumann na nGaedheal  |
| 4.                                                                | Richard Mulcahy          | 23 de juny de 1927     | 9 de març de 1932      |        | Cumann na nGaedheal  |
| 5.                                                                | Seán T. O'Kelly          | 9 de març de 1932      | 8 de setembre de 1939  |        | Fianna Fáil          |
| 6.                                                                | P. J. Ruttledge          | 8 de setembre de 1939  | 14 d'agost de 1941     |        | Fianna Fáil          |
| 7.                                                                | Éamon de Valera (interí) | 15 d'agost de 1941     | 18 d'agost de 1941     |        | Fianna Fáil          |
| 8.                                                                | Seán MacEntee            | 18 d'agost de 1941     | 22 de gener de 1947    |        | Fianna Fáil          |
| Ministre de Govern Local 1947–1977                                |                          |                        |                        |        |                      |
| Núm.                                                              | Nom                      | Mandat                 | Mandat                 | Partit | Partit               |
|                                                                   | Seán MacEntee            | 22 de gener de 1947    | 18 de febrer de 1948   |        | Fianna Fáil          |
| 9.                                                                | Timothy J. Murphy        | 18 de febrer de 1948   | 29 d'abril de 1949     |        | Labour Party         |
| 10.                                                               | William Norton (interí)  | 3 de maig de 1949      | 11 de maig de 1949     |        | Labour Party         |
| 11.                                                               | Michael Keyes            | 11 de maig de 1949     | 13 de juny de 1951     |        | Labour Party         |
| 12.                                                               | Paddy Smith (1r cop)     | 13 de juny de 1951     | 2 de juny de 1954      |        | Fianna Fáil          |
| 13.                                                               | Patrick O'Donnell        | 2 de juny de 1954      | 20 de març de 1957     |        | Fine Gael            |
|                                                                   | Paddy Smith (2n cop)     | 20 de març de 1957     | 27 de novembre de 1957 |        | Fianna Fáil          |
| 14.                                                               | Neil Blaney              | 27 de novembre de 1957 | 10 de novembre de 1966 |        | Fianna Fáil          |
| 15.                                                               | Kevin Boland             | 10 de novembre de 1966 | 7 de maig de 1970      |        | Fianna Fáil          |
| 16.                                                               | Bobby Molloy             | 9 de maig de 1970      | 14 de març de 1973     |        | Fianna Fáil          |
| 17.                                                               | James Tully              | 14 de març de 1973     | 5 de juliol de 1977    |        | Labour Party         |
| 18.                                                               | Sylvester Barrett        | 5 de juliol de 1977    | 16 d'agost de 1977     |        | Fianna Fáil          |
| Ministre del Medi Ambient 1977–1997                               |                          |                        |                        |        |                      |
| Núm.                                                              | Nom                      | Mandat                 | Mandat                 | Partit | Partit               |
|                                                                   | Sylvester Barrett        | 16 d'agost de 1977     | 15 d'octubre de 1980   |        | Fianna Fáil          |
| 19.                                                               | Ray Burke (1r cop)       | 15 d'octubre de 1980   | 30 de juny de 1981     |        | Fianna Fáil          |
| 20.                                                               | Peter Barry              | 30 de juny de 1981     | 9 de març de 1982      |        | Fine Gael            |
|                                                                   | Ray Burke (2n cop)       | 9 de març de 1982      | 14 de desembre de 1982 |        | Fianna Fáil          |
| 21.                                                               | Dick Spring              | 14 de desembre de 1982 | 13 de desembre de 1983 |        | Labour Party         |
| 22.                                                               | Liam Kavanagh            | 13 de desembre de 1983 | 14 de febrer de 1986   |        | Labour Party         |
| 23.                                                               | John Boland              | 14 de febrer de 1986   | 10 de març de 1987     |        | Fine Gael            |
| 24.                                                               | Pádraig Flynn            | 10 de març de 1987     | 8 de novembre de 1991  |        | Fianna Fáil          |
| 25.                                                               | John Wilson (interí)     | 8 de novembre de 1991  | 14 de novembre de 1991 |        | Fianna Fáil          |
| 26.                                                               | Rory O'Hanlon            | 14 de novembre de 1991 | 14 de febrer de 1992   |        | Fianna Fáil          |
| 27.                                                               | Michael Smith            | 14 de febrer de 1992   | 14 de desembre de 1994 |        | Fianna Fáil          |
| 28.                                                               | Brendan Howlin           | 14 de desembre de 1994 | 26 de juny de 1997     |        | Labour Party         |
| 29.                                                               | Noel Dempsey             | 26 de juny de 1997     | 22 de juliol de 1997   |        | Fianna Fáil          |
| Ministre pel Medi Ambient i el Govern Local 1997–2002             |                          |                        |                        |        |                      |
| Núm.                                                              | Nom                      | Mandat                 | Mandat                 | Partit | Partit               |
|                                                                   | Noel Dempsey             | 22 de juliol de 1997   | 6 de juny de 2002      |        | Fianna Fáil          |
| Ministre pel Medi Ambient. Patrimoni i Govern Local 2002–2011     |                          |                        |                        |        |                      |
| Núm.                                                              | Nom                      | Mandat                 | Mandat                 | Partit | Partit               |
| 30.                                                               | Martin Cullen            | 6 de juny de 2002      | 29 de setembre de 2004 |        | Fianna Fáil          |
| 31.                                                               | Dick Roche               | 29 de setembre de 2004 | 14 de juny de 2007     |        | Fianna Fáil          |
| 32.                                                               | John Gormley             | 14 de juny de 2007     | 23 de gener de 2011    |        | Comhaontas Glas      |
| 33.                                                               | Éamon Ó Cuív             | 23 de gener de 2011    | 9 de març de 2011      |        | Fianna Fáil          |
| Ministre pel Medi Amibient, Comunitat i Govern Local 2011–present |                          |                        |                        |        |                      |
| Núm.                                                              | Nom                      | Mandat                 | Mandat                 | Partit | Partit               |
| 34.                                                               | Phil Hogan               | 9 de març de 2011      | en el càrrec           |        | Fine Gael            |